# Ívar Ingimarsson
Ívar Ingimarsson (Stöðvarfjörður, 20 agosto 1977) è un ex calciatore islandese, di ruolo difensore.